# 前田利昌 (大聖寺新田藩主)
前田 利昌（まえだ としまさ）は、江戸時代中期の大名。大聖寺新田藩主。大聖寺藩の第2代藩主・前田利明の四男。

## 生涯
元禄5年（1692年）、大聖寺藩3代藩主である兄・利直から1万石を分知され大聖寺新田藩を立藩、大名となる。同藩は領地を持たず、大聖寺藩の収入分から1万石分を与えられただけで、独自の藩庁などの行政機関は持っていなかった。
宝永6年（1709年）1月15日、東叡山寛永寺で行われた5代将軍徳川綱吉の葬儀に際し、中宮使饗応役を命じられる。同役の大准后使饗応役は以前から仲が悪かった大和国柳本藩主の織田秀親であった。2月15日、翌日の将軍徳川家宣の参詣の行事について書かれた老中の奉書が届けられた際、饗応役はそれを回覧することになっていたが、秀親は利昌に見せようとしなかった。その場で利昌は一時小刀に手をかけるも、赤穂事件のことを考えて一旦踏みとどまった。翌2月16日、利昌は寛永寺吉祥院の宿坊で秀親を刺殺した。その後山城国淀藩主・石川義孝に預けられ、同月18日に切腹となった。大聖寺新田藩は廃藩となり、幕府に一旦収公されたが、すぐに大聖寺藩に還付された。

## 備考
- 凶行前日、利昌は家老の木村九左衛門に「人を殺めるには突くべきか斬りつけるべきか」と訊いた。木村は「斬るのではなく、突き刺すべき。内匠頭は愚かだった。斬らずに刺せば上野介を殺害できた。余計な事をして多数の家臣を路頭に迷わせた」と返答した[1]。そこで事前に秀親を殺す段取りを、主従であらかじめ周到に打ち合わせたのだという。
- のちに前田家は同名の祖先・前田利昌を前田利春と改名している。